# Via de' Tosinghi
Via de' Tosinghi è una strada del centro storico di Firenze, situata tra via dei Calzaiuoli e via dei Brunelleschi. Lungo il tracciato si innestano via de' Medici e via Roma (canto degli Agolanti).

## Storia

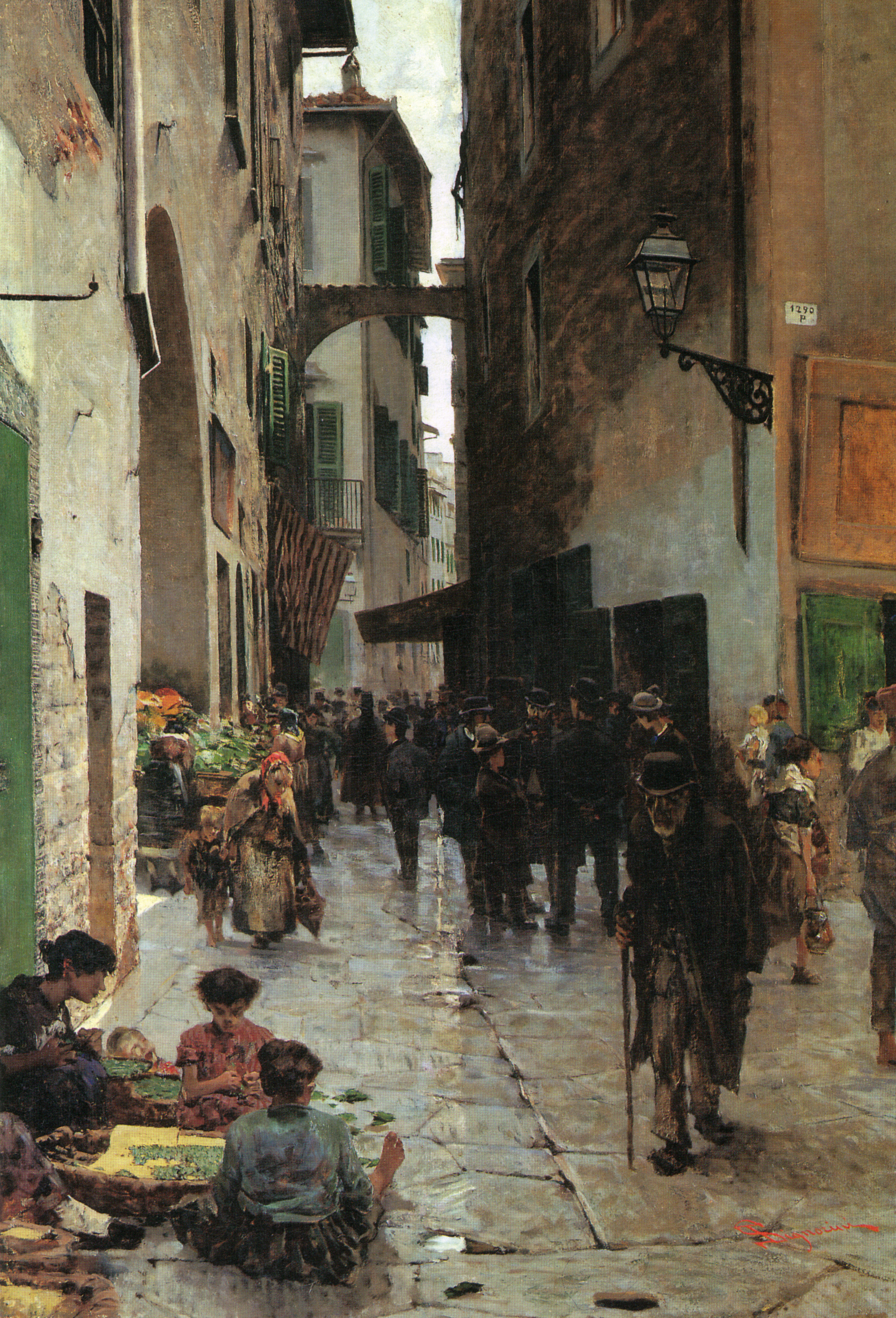
Telemaco Signorini, Il ghetto di Firenze (via della Nave), 1882

La storia della strada è legata alle diverse vicende dei due tratti che la compongono, divisi oggi da via Roma. Quello più a oriente, molto più stretto di adesso e dal tracciato irregolare, era detto via dei Cappellai (da venditori di cappelli che qui si trovavano) poi via della Nave (forse da qualche insegna), e si sviluppava tra case e torri che erano appartenute ai Sizi e ai primi esponenti della famiglia Medici, prima che questi arrivassero a governare l'intera città. Sbucava lungo via dell'Arcivescovado (via Roma) al canto degli Agolanti, dove si apriva anche la piccola piazza dei Succhiellinai. Questi nomi erano dovuti a una famiglia (gli Agolanti, appunto, che vicino ebbero una torre e una loggia), e ai venditori di trapani manuali (succhielli) e di altri attrezzi. 
Il secondo tratto si trovava invece dentro il Ghetto, dopo aver oltrepassata la porta cinquecentesca con lo stemma Medici e un'iscrizione dedicatoria a Cosimo I che l'aveva istituito nel 1571 («COSMVS MED. MAG . ETRVRIÆ DVX / ET SERENISS. PRINCEPS F. SUMMÆ IN AMONES / PIETATIS ERGO HOC IN LOCO HÆBREOS A CHRISTIANORVM / CŒTV SEGREGATOS NON AVTEM EIUECTOS VOLVERVNT / VT LEVISSIMO CHRISTI IVGO CERVICES DVRISSIMAS / BONORVM EXEMPLO PRÆBERE DOMANDAS FACILE / ET IPSI POSSINT ANNO D . M.DLXXI»). Qui diventava la via Buia, che sbucava nella piazza della Fonte (dove si trovava il pozzo che rappresentava una delle immagini più caratteristiche del quartiere ebraico) e proseguiva oltre in una corte detta del Macello, fino al confine murato del Ghetto stesso. Queste due piazzette erano state nel medioevo rispettivamente le corti dei Tosinghi e dei Brunelleschi, due importanti famiglie guelfe che già avevano lasciato la zona al tempo della creazione qui del Gran Postribolo (1328). Quando il Ghetto fu aperto nel 1848, venne rimosso il portale mediceo e il chiasso di Malacucina divenne un tratto di via della Nave, immortalato anche da un dipinto e un'incisione di Telemaco Signorini.
Tutta questa storia venne cancellata al tempo del Risanamento di Firenze, e una volta costruiti i nuovi palazzi, ampliata e rettificata la via venne deciso dalla giunta comunale, nell'agosto del 1893, di intitolarla alla famiglia Tosinghi (o Della Tosa), il cui palazzo, già distrutto al tempo di Dante, era stato un tempo famoso per la sua ricchezza architettonica. Nessun rimando toponomastico né alcuna lapide ricordano invece il Ghetto che, con la sua pessima fama di luogo di criminalità e degrado alimentata da scritti come quelli del giornalista Jarro (1881), rappresentò il pretesto per l'intero "risanamento" di questa zona, subendo poi una sorta di damnatio memoriae. 
Le demolizioni qui vennero eseguite verso il 1893.
Dell'antico passato questa strada conserva solo l'edificio della Volta dei Mazzucconi, con un tratto di vicolo coperto che conduceva al retro di alcune case degli Adimari, per immettere poi in un vicolo non più esistente, parallelo a via Tosinghi, che collegava il corso degli Adimari a via dei Cardinali.

## Descrizione
La strada oggi è contornata da palazzi tutti sorti dopo il XIX secolo ed ha una vocazione prettamente commerciale, con numerosi negozi che vi si affacciano.

### Preesistenze
La via iniziava dal corso degli Adimari tra i possedimenti degli Adimari (su entrambi i lati), poi dei Medici (lato settentrionale), a cui seguiva il retro dell'osteria del Porco (con accesso dal vicolo degli Adimari) e ancora si trovavano altre case Medici fino alla fine, su entrambi in lati. 
Allo sbocco sulla via dell'Arcivscovado, sulla piazzetta degli Agolanti, si trovava anticamente la loggia di questa famiglia, che fu una delle maggiori della città, tra quelle private, e che venne detta anche "del Parentado", per i numerosi contratti di nozze ivi siglati e festeggiati. Questa loggia non compare tuttavia nell'elenco compilato dal Dei nel 1571, per cui è possibile che a quell'epoca fosse già stata chiusa e ridotta a un normale edificio civile, dopotutto la famiglia ghibellina degli Agolanti era stata esiliata definitivamente nel 1380, rifugiandosi a Rimini. Durante le demolizioni di questo tratto di strada, nel 1895, non si trovò infatti alcuna traccia della loggia.
Stranamente sfuggì dalle demolizioni l'edificio della volta dei Mazzucconi, piccola reliquia della Firenze medievale in una zona interamente stravolta nell'Ottocento. Non è chiaro perché il vicoletto fosse risparmiato: solo Guido Carocci dà notizia del suo restauro in stile. È possibile che, come nel caso analogo della piazza dei Tre Re, l'edificio che lo contiene fosse già stato ristrutturato cinquant'anni prima al tempo dell'allargamento di via dei Calzaiuoli, e che i proprietari avessero una spiccata sensibilità verso le memorie del passato (tanto che sulla facciata vennero ricollocati alcuni pietrini).
Il tratto seguente entrava nel Ghetto, arrivando a piazza della Fonte, dove anteriormente sorse il palazzo dei Della Tosa, e alla corte del Macello, dove si trovò la loggia dei Brunelleschi, di cui vennero rinvenuti alcuni resti, oggi conservati nel Museo di San Marco.

### Edifici
| Immagine | N°      | Nome                                        | Descrizione |
| -------- | ------- | ------------------------------------------- | --- |
|          | 1r-3r   | Palazzo de' Visdomini                       | Erano in antico in quest'area delle proprietà della famiglia Visdomini, tra cui una torre poi trasformata in abitazione. L'antico edificio, passato successivamente ai Salvucci, fu riconfigurato durante i lavori di ampliamento di via Calzaiuoli (1842-1844) e quindi vi fu ricollocato uno stemma del Duca di Atene con una infamante iscrizione in ricordo di come un Visdomini avesse apposto sulla propria casa l'arme del tiranno, "da mala ambizione tratto le sue case in onta della città oppressa non impunemente contaminava". |
|          | 2r-14r  | Torri degli Adimari                         | La famiglia Adimari aveva molti possedimenti in questa zona che, non a caso, veniva chiamata il corso degli Adimari. Restano le tracce di due torri che, assieme alle case che vi si addossavano, formavano un complesso fortificato noto come "palagio degli Adimari". Quando la famiglia si divise in più rami questa, con il contiguo edificio, toccò ad Alamanno di Boccaccio, che mutò il nome in Alamanneschi. Nel Cinquecento la famiglia (che ancora aveva qui le proprie case) riprese l'antico nome. La torre, che segna la cantonata, fu risparmiata dai lavori di allargamento di via dei Calzaiuoli perché arretrata rispetto al vecchio filo stradale. Lungo via dei Tosinghi venne creato un corpo di raccordo al filo stradale, composto da fondi per esercizi commerciali aperti con grandi portali ad arco e sormontati al primo piano da una lunga e ampia terrazza. |
|          | 1       | Palazzetto                                  | Si tratta di un edificio di carattere tardo ottocentesco (1898 circa), in sintonia con le altre costruzioni della zona realizzate in quel periodo. Singolare è il fatto che contenga alcuni frammenti antichi del vecchio centro risparmiati, quali la Volta de' Mazzucconi (vedi sotto) e due pietrini, uno con l'insegna di Orsanmichele, l'altro con le lettere C.V.M. e il numero d'ordine 36, da riconoscere come proprio dell'Oratorio della Concezione. |
|          | s.n.    | Volta de' Mazzucconi                        | La volta si apre nel suddetto edificio e potrebbe essere semplicemente scambiata per un androne, tanto più per la presenza di un cancello e dell'insegna di un ristorante. A ben guardare però non presenta numerazione civica, e al suo interno è presente la targa della titolazione come una strada. Essa venne in parte risparmiata in parte reinventata, ovvero "restaurato in stile del XIII secolo" con ampio dispiego di pitture echeggianti motivi gotici. Sfocia in un piccolo cortile che, un tempo, faceva parte del cosiddetto androne degli Adimari, originariamente di collegamento tra via dei Calzaiuoli e l'attuale via de' Medici. Degli autori e dei criteri che guidarono l'intervento offre ampie notizie Guido Carocci, informandoci di come, a partire da alcune tracce di porte e finestre del XIV secolo, sotto la direzione per i lavori di muratura di Ilario Piccardi e affidandosi al pittore Gustavo Giovannozzi (ambedue proprietari di uno stabile prospiciente la piazzetta interna), si pensò di ridare allo spazio l'antica forma: "Ispirarono il loro concetto allo stile del tempo in cui la fabbrica fu costruita e pensarono a decorare pareti e volta con affreschi ornamentali... Nei vari rettangoli della volta sono gli stemmi delle famiglie che possedettero in antico le case contigue alla volta: gli Adimari, gli Alamanneschi, i Bisdomini, i Ciai, e gli stemmi della Repubblica fiorentina, del quartiere S. Giovanni e del gonfalone Vaio. Storicamente la decorazione non potrebbe essere più opportuna; artisticamente è lodevolissima come concetto, come spartito, come esecuzione e da' a quell'ambiente un aspetto de' più grazioni e de' più eleganti". Sulle pareti venne fatta una zoccolatura in filaretto di pietra e un finto stoffato dipinto, chiudendo infine il vicolo con un cancello "artistico" a protezione dell'insieme. Sotto la volta è inoltre una pittura che ripropone la venerata immagine dell'Annunziata. |
|          | 16r     | Edificio del chiasso del Ferro              | Un basso edificio commerciale, sormontato da una terrazza, segna il punto dove sbucava l'antico chiasso del Ferro, un vicolo che penetrava l'isolato raggiungendo la piazza di San Cristoforo degli Adimari e da lì permetteva poi di raggiungere, tramite altri vicoli non più esistenti, la via della Macciana (via Roma) e la piazza San Giovanni (all'altezza del 4 rosso). |
|          | 7r-11r  | Palazzo Clemente                            | L'edificio - posto d'angolo tra la via de' Tosinghi e la via de' Medici - fu eretto a seguito dei lavori di "risanamento", nell'anno 1900 circa,come testimoniano alcuni disegni di progetto conservati presso l'Archivio storico del Comune di Firenze, a loro volta datati al 1897 e firmati dall'architetto Achille Martinelli. Il fronte verso via de' Tosinghi è organizzato su cinque piani per altrettanti assi e, rispetto ai disegni a cui si è fatto riferimento, mostra una soluzione ben più elaborata per quanto riguarda il piano nobile, con un balcone che abbraccia i tre finestroni centrali rispetto all'ipotesi che lo vedeva ridotto a un solo affaccio, e una maggior varietà nel disegno dei timpani di coronamento. Il corpo in soprelevazione è ovviamente aggiunta tarda. I locali al terreno sono attualmente occupati dalla pasticceria Robiglio, tra gli esercizi storici di Firenze, in questa sede dal 1957, mentre nei priani superiori e nella terrazza si trova l'Hotel Medici. |
|          | 13r-17r | Palazzo della Riunione Adriatica di Sicurtà | Fa parte del complesso dell'hotel Savoy, con ingresso principale su via Roma 2. Questa porzione sorge sulle proprietà della famiglia Agolanti, caratterizzate dalla presenza di una loggia in prossimità dell'attuale angolo tra via Roma e via de' Tosinghi, per cui il canto era noto come canto degli Agolanti. L'edificio si presenta in continuità con il palazzo dell'Hotel Savoy, con il quale condivide sia la linea di gronda sia la disposizione delle finestre. Alcune varianti nella incorniciatura delle bucature e l'assenza di balconi (che invece segnano significativamente il precedente) rendono tuttavia questa porzione del prospetto autonoma, a definire una specie di versione semplificata del primo. Anche se oggi gli spazi interni ai piani sono occupati dallo stesso Hotel Savoy, si deve ipotizzare una precedente e diversa destinazione di questa porzione, come peraltro indica la presenza di un rilievo con il leone veneziano di San Marco apposto su quello che un tempo era l'ingresso principale |
|          | 18r-26r | Palazzo Caprile Rossi                       | L'immobile determina il canto tra via Roma e via de' Tosinghi, ponendosi in sintonia con gli edifici sorti alla fine dell'Ottocento in quest'area: estesi e magniloquenti palazzi borghesi, con facciate riecheggianti modelli cinque-seicenteschi, tuttavia sempre più lontani dalla tradizione locale e dalla stessa esperienza poggiana per un gigantismo che ricorda piuttosto gli edifici che andavano sorgendo, in quegli anni, nella definitiva capitale del regno, Roma. Sulla base dei disegni conservati presso l'archivio storico del Comune di Firenze l'edificio andrà datato attorno al 1896 e ricondotto all'attività dell'architetto Enrico Carcasson. Presenta un fronte principale di sette assi organizzati su cinque piani, con il terreno arricchito da un vistoso bugnato in pietra arenaria e segnato al centro da un portone con incorniciature di vistoso aggetto, secondo un gusto che (oltre ad essere rappresentativo di quegli anni) sembrerebbe particolarmente caro ad Enrico Carcasson, come indicano le assonanze con il non lontano palazzo Rossi Canevari, altra sua realizzazione. |
|          | 19r-39r | Palazzo Levi                                | Si tratta di un edificio in stile neorinascimentale, eretto tra il 1890 e il 1893 (e dallo stesso anno sede della Fondiaria Assicurazioni) su progetto dell'architetto Giuseppe Boccini e commissione dei fratelli Ottavio ed Enrico Levi figli di Salvatore che, proprietari di una parte delle case del Ghetto che precedentemente qui insisteva, avevano investito nell'impresa per rivendere non ancora conclusi i lavori l'esteso palazzo. Di notevoli dimensioni, tanto da determinare un intero isolato, presenta anche sul retro su quattro piani per undici assi complessivi. |
|          | 5       | Palazzo Ceci e Rossi                        | L'edificio è così denominato per essere stato eretto nel 1893 dalla ditta imprenditrice Ceci e Rossi e pare che in origine avesse una galleria che da via Roma giungeva fino a via de' Brunelleschi. Si organizza su sei scale con gli ingressi su tutti e quattro i lati (due sui lati più lunghi di via Roma e via Brunelleschi), evidenziati da ampi portali ad arco sostenenti spesso balconi, e decorati da mascheroni neomanieristi, tutti fatti con lo stesso modello. Altri mascheroni si trovano nelle chiavi di volta degli archi al piano terra, modellati anche questi in maniera identica e raffiguranti la testa di un green man. Gli spazi interni sono modellati attorno a una corte doppia a forma di "H". |